# إسهال المسافرين
إسهال المسافر هو المرض الأكثر شيوعا الذي يصيب المسافرين. يتم التعرف على المسافر عندما يكون البراز غير متشكل ثلاث مرات أو أكثر في خلال 24 ساعة مر بها المسافر، يرافقه عادة ألم في البطن والغثيان والتشنج والانتفاخ. لا ينتج إسهال المسافرين عن كائن محدد، ولكن القولونية المنتجة للذيفان المعوي هي الأكثر شيوعا.
معظم الحالات محدودة ومسبب العدوى غير معروف.

## معدَلات حدوث المرض
كل عام 20% -50% من المسافرين الدوليين، ما يقدر ب 10 ملايين نسمة، يصابون بالإسهال. يصيب إسهال المسافرين متسلقي الجبال أيضا، لأنها يمكن أن تحدث في المخيمات بسبب سوء الظروف الصحية.

## عوامل الخطورة
المصدر الرئيسي للعدوى هو تناول الأغذية أو المياه الملوثة بالبراز.
إن العامل الأكثر أهمية في تحديد المخاطر هي وجهة السفر. والجهات عالية الخطورة هي البلدان النامية في أمريكا اللاتينية وأفريقيا والشرق الأوسط وآسيا. بين حقائب على ظهورهم، وهناك عوامل الخطر إضافية لهذا المرض وتشمل مياه الشرب غير المعالجة معالجتا سطحية وفشل الفرد ومن حوله في الحفاظ على النظافة الشخصية وتجهيزات المطابخ. وفي المساكن العشوائية غالبا ما تكون مرافق الصرف الصحي بدائية للغاية، إن وجدت، مما يجعلها مصدرا للخطورة كما في أي بلد من العالم الثالث.
الناس الذين يتعرضون لخطورة عالية هم الشباب، والأشخاص قليلي المناعة والمصابين بمرض التهاب الأمعاء أو بمرض السكري، والذين يتناولون حاصرات ه - 2 أو مضادات الحموضة. معدلات الإصابة متماثلة عند الرجال والنساء.
وعلى الرغم من إن إسهال المسافر يحدث عادة في غضون 3-5 أيام (متوسط المدة: أكثر من 3,6 أيام) في حوالي 20 في المئة من الأشخاص المرضى يكون المرض شديدا بما يأدي للمكوث في السرير في 10 في المئة من حالات المرض التي تستمر أكثر من أسبوع واحد،
بالنسبة لأولئك الذين يعانون من انتانات خطيرة، يمكن أن تمثل إسهال المسافرين أحيانا تهديدا للحياة. الإصابات الخطيرة تشمل الزحار العصوي والزحار الأميبي والكوليرا.

## الأعراض
بداية إسهال المسافرين عادة ما يحدث خلال الأسبوع الأول من السفر، ولكن قد تحدث في أي وقت أثناء السفر، وحتى بعد عودته إلى بلاده. حيث يتبين أنها تعتمد جزئيا على حامل العدوى. فترة الحضانة لداء الجيارديات المتوسط نحو 14 يوما، وذلك من الكريبتوسبوريديوسيس في سبعة أيام. بعض العوامل الأخرى البكتيرية والفيروسية لها فترات حضانة أقصر، على الرغم من أن التهاب الكبد قد يستغرق أسابيع ليظهر. معظم حالات إسهالات المسافرين تبدأ فجأة.
و عادة يكون للمرض نتائج مثل زيادة تواتر وحجم، ووزن البراز. ويكون قوام البراز غير شائع أيضا. عادة، المسافر الخبرات 4-5 حركات الأمعاء فضفاضة أو مائي كل يوم. غير ذلك من الأعراض المرتبطة عادة وهي الغثيان والقيء والإسهال، والتشنج في البطن، والانتفاخ، وحمى منخفضة، والاستعجال، والشعور بالضيق،  وشهية. وعادة ما تكون منخفضة أو معدومة.
وتكون أخطر بكثير إذا ما كان هناك دم أو مخاط في الإسهال أو آلام في البطن أو ارتفاع في درجة الحرارة. مع حالات خطيرة من الكوليرا، هناك سرعة في ظهور الأعراض، والتي تشمل الضعف، والشعور بالضيق (الشعور بالخمول)، وسيول من الإسهال مع بقع من المخاط (تسمى «الأرز المياه» البراز). الجفاف هو نتيجة خطيرة، ثم تحدث الوفاة في أسرع وقت على مدار 24 ساعة مع وباء الكوليرا.

## الأسباب
الملوثات المعدية هي السبب الرئيسي ل'إسهال المسافرين. و enteropathogens البكتيرية تسبب حوالي 80% من الحالات.
والعامل الأكثر فاعلية في الدول التي شملها الاستطلاع كان القولونية مسسببة الذيفان المعوي (ETEC). {} Enteroaggregative E إشريكية قولونية القولونية أصبحت تعرف بشكل متزايد والعديد من الدراسات لا نبحث عن هذه البكتيريا الهامة. الشيغيلة النيابة، هي الأكثر شيوعا بين أنواع البكتيريا الأخرى المعنية. والأصابات الأخرى التي تكون بسبب بكتيريا السالمونيلا و، العطيفة، يرسينيا، Aeromonas، والقوربية النيابة، تسببت الإسهال، وهي إصابات منعزلة وأقل حدوثا. الأوليات الطفيلية ن ق مثل اللمبلية الجيارديات والكريبتوسبوريديوم قد يسبب الإسهال أيضا.
ذيفان بعض البكتيريا السمية التي تسبب الام الأمعاء وتسبب الإسهال، والبعض الآخر يؤدي إلى تلف الأمعاء مباشرة عند الإصابة. عند الرضع والأطفال، وتشير التقديرات إلى أن ما يقرب من 70% من الإسهال  تسببه الفيروسات وعند البالغين تنخفض هذه النسبة إلى حوالي 30 ٪ و يسببه وكلاء بكتيريا و عادة ما يكون ذاتي محدود.
مسببات الأمراض في إسهال المسافرين هي:
| كولاي منتج للذيفان المعوي | 20-75 ٪           |
| كولاي enteroaggregative   | 0-20 ٪            |
| كولاي enteroinvasive      | 0-6 ٪             |
| ' الشيغيلة النيابة        | 2-30 ٪            |
| السالمونيلا               | 0-33 ٪            |
| العَطيفَةُ الصَّائِمِيَّة          | 3-17 ٪            |
| الضمة parahemolyticus     | 0-31 ٪            |
| Aeromonas hydrophila      | 0-30 ٪            |
| الجيارديا اللامبلية       | 0 إلى أقل من 20 ٪ |
| Entameba نسج              | 0-5 ٪             |
| الكريبتوسبوريديوم س       | 0 إلى أقل من 20 ٪ |
| فيروس الروتا              | 0-36 ٪            |
| نوروالك فيروس             | 0-10 ٪            |

النوع الفرعي للاسهال الذي يصيب المسافرين ويعاني منه المعسكرون والمتجولون، وهو معروف باسهال البرية، وقد يكون له توزيعات مترددة مختلفة نوعا ما عن الجراثيم.

## العلاج
معظم حالات إسهال المسافرين خفيفة لا تتطلب أكثر من المضادات الحيوية أو الأدوية التي تقلل من نشاط الأمعاء. كمية كافية من السوائل (عن طريق الفم (العلاج بالإماهة)) وهو ضروري لتعويض السوائل المفقودة والشوارد. وينصح بالماء المطهر والسوائل الأخرى للبالغين. وتفضل المياه النقية، بالإضافة إلى الأملاح التي تعالج الجفاف التي تاخذ عن طريق الفم لتعويض نقص الشوارد. ويستبعد من قائمة العلاج المياه الغازية (الصودا)، ولكن يمكن استعمالها بعد ازالة الصودا منها إذا لم تكن هناك أي بدائل متاحة.
اما الإسهال الحاد وعادة ما يعرف إذا كان عدد مرات الإسهال أكثر من ثلاثة مرات خلال أربعة وعشرون ساعة، وكذلك الإسهال الدموي والحمى والقشعريرة، أو إذا استمر الإسهال لأكثر من اثنين وسبعين ساعة، ففي أي من هذه الحالات ينبغي اللجوء للعلاج الطبي على الفور. ومثل هؤلاء المرضى قد يستفيدون من الادوية المضادة للجراثيم، وعادة ما يتم إعطاءهم المضادات الحيوية لمدة 3-5 أيام، ويستخدم جرعة من الليفوفلوكساسين وأزيثروميسين. إذا حدث إسهال مستمرة بالرغم من العلاج، فينبغي اذن تقييم الحالة فمن الممكن ان تكون التهابات الطفيلية أو الزحار الأميبي البكتيري، أوالجيارديات، أو الديدان أو الكوليرا.

### العقارات المثبطة لحركة الأمعاء
العقارات المثبطة للأمعاء مثل لوبراميد وديفينوكسيلات تقلل من أعراض الإسهال عن طريق إبطاء وقت العبور في القناة الهضمية. ومن الضروري مراعاة الجرعة فينبغي ان تكون بما يكفي لابطاء وتيرة البراز، ولكن ليس بما يكفي لوقف حركات الأمعاء تماما، الأمر الذي يؤخر طرد من الكائنات المسببة من الأمعاء. ردود الفعل السلبية لهذه المضادات قد تشمل الغثيان، والتقيؤ، آلام في البطن، وخلايا النحل أو الطفح الجلدي، وفقدان الشهية. وكقاعدة عامة لا ينبغي إعطاء مثبطات للامعاء للأطفال دون سن الثانية.

## الوقاية
أفضل وسيلة للوقاية هو تجنب أي أطعمة أو مشروبات مشكوك فيها. وتشمل التدابير الأخرى النظافة الجيدة، تطعيمات مخصصة، وفي حالات معينة الأدوية الوقائية وتشير الدراسات إلى انخفاض في حالات إسهال المسافرين مع استخدام bismuth subsalicylate ومع استخدام الوقاية الكيميائية المضادة للميكروبات.
اوالـ bismuth subsalicylate (قرصين أو اثنين أوقية أربع مرات يوميا) يقلل من احتمال الإصابة بالإسهال المسافرين، ولكن قلة المسافرين الالتزام لهذا النظام لأنه غير ملائم. قد تشمل الآثار الجانبية اسوداد اللسان، وأسوداد البراز، والغثيان، والإمساك، ورنين في آذان (الطنين). لا ينبغي أن bismuth subsalicylate ياخذها من يعانون من حساسية للأسبرين، وأمراض الكلى، أو النقرس، أو بالتزامن مع بعض المضادات الحيوية، وينبغي ألا يؤخذ لأكثر من ثلاثة أسابيع.
على الرغم من فعالية المضادات الحيوية لا ينصح باستخدامها في معظم الحالات لمنع الإسهال قبل وقوعه، وذلك بسبب مخاطر من ردود الفعل السلبية للمضادات الحيوية، ولأن تناول المضادات الحيوية الوقائية قد يقلل فعاليتها وتعطى هذه هذه الأدوية في حال حدوث عدوى خطيرة. ومع ذلك، قد يكون لها ما يبررها في حالات خاصة، مثل المسافرين قليلي المناعة، واضطرابات الأمعاء المزمنة، وتكرار تعطيل نوبات من إسهال المسافر، أو السيناريوهات التي في بداية الإسهال قد تكون مزعجة بشكل خاص. خيارات العلاج الوقائي لتشمل المضادات الحيوية الكينولون (نورفلوكساسين، سيبروفلوكساسين، أوفلوكساسين، من بين آخرين)، وميثوبريم سلفاميثوكسازول /. المضادات الحيوية قد تتعارض مع بعضها مثل البزموت المعدني ينبغي ألا يؤخذ بالتزامن مع subsalicylate البزموت. سلفاميثوكسازول لا ينبغي ميثوبريم / أن يتخذها أي شخص لديه حساسية من السلفا.
الديكوليرا Dukoral أظهر قدرة على منع الكوليرا وإسهال المسافرين وتستخدم على النحو الاتي جرعة واحدة قبل أسابيع قليلة من السفر، وآخر قبل أسبوع قبل السفر. بالإضافة إلى ذلك، اللقاحات المرشحة هي في مراحل مختلفة من التنمية لها منتج للذيفان المعوي القولونية، السبب الرئيسي للإسهال والمسافر، والشغيلة.
Travelan، وهو مزيج من الأجسام المضادة ضد الملكية السلالات شيوعا كولاي المشاركة في إسهال المسافرين، والتي اتخذت في حبوب منع الحمل قبل كل وجبة أثناء العطلة، وقد تبين أن العمل فيها يمنع إسهال المسافرين في ما يصل إلى 93% من الحالات. الأجسام المضادة العمل لمنع تعلق ETEC's لجدار الأمعاء.. ,fهذا تتجنب قتل النباتات المفيدة لأن هذه الأجسام المضادة هي محددة لسلالات ETEC
وإسهال المسافر هي في الأساس فشل في الصرف الصحي، مما يؤدي إلى التلوث الجرثومي لمياه الشرب والغذاء. وأفضل طريقة للمنعت هي عن طريق جودة نظم الإدارة السليمة للمياه كما هي في الفنادق الجيدة والمنتجعات. في غياب ذلك، فإن الخيار الأفضل للمسافرين هو اتخاذ الاحتياطات اللازمة لمنع هذا المرض وهي:
- الحفاظ على النظافة الشخصية الجيدة واستخدام المياه الصالحة للشرب فقط للشرب وتنظيف الأسنان.
- استخدام المياه المعبأة الآمنة فقط، وتجنب الثلج. وبعض السكان المحليين يملؤون الزجاجات من مياه الصنبور ومن ثم يبيعونها كزجاجات الماء النقي (تقارير من عدة بلدان)
- شرب المشروبات آمنة—تشمل المعبأة والمشروبات الغازية، والساخنة أوالشاي والقهوة والماء المغلي أو تعامل بشكل مناسب من قبل المسافر، وقد يكون الحذر مع هذه المياه لاستخدامها في تسخين المشروبات الساخنة فقط، وليس المغلي.
- أحدث تدخل ينطوي على الماء المغلي لمدة 3-5 دقائق (اعتمادا على الارتفاع)، وتصفية المياه بالفلاتر المناسبة أو استخدام الكلور (قطرتين لكل لت)ر أو صبغة اليود (5 قطرات لكل لتر) في الماء. توافر واسعة من المياه المعبأة آمنة يجعل هذه التدخلات لا لزوم لها عادة للجميع ولكن أكثر الوجهات البعيدة.
- تجنب تناول الفاكهة والخضار النيئة إلا إذا كان تم تقشيرها.
- دخلت مؤخرا تقنية استخدام الاشعة فوق البنفسجية لتنقية المياه ويتوافر الجهاز في الأسواق والذي يتيح للناس بسرعة وسهولة التعامل مع كميات صغيرة من المياه، حتى في المطاعم. أسلوب العمل هو الأشعة فوق البنفسجية الثايمين ترابط ضوء درجات من جزيء الحمض النووي، وتدمير قدرة الكائنات الحية على العيش أو التكاثر. والميزة الرئيسية (إلى جانب الراحة) هو أن ضوء الأشعة فوق البنفسجية تقتل الفيروسات أيضا عندما لا يتم الترشيح. كثير من المسافرين هم الذين يختارون لهذا الأسلوب لأنه لا يغير طعم المياه، ويسمح بشرب الماء البارد، واقتصادية للغاية بالمقارنة مع تكلفة شراء المياه المعبأة في زجاجات.

إذا ما تم تداوله (تخزينه ونقله) بشكل صحيح، الاطعمة المطبوخة جيدا، والأغذية المعلبة عادة ما تكون آمنة. وينبغي تجنب أكل اللحوم النيئة أو غير المطبوخة جيدا والمأكولات البحرية. الألبان ومنتجاتها والمايونيز، والمعجنات، المحتوية على الحليب غير المبستر تزيد من خطورة الإصابة بعدوى إسهال المسافرين، وكذلك الأطعمة أو المشروبات الشرب التي تم شراؤها من الباعة الجائلين أو غيرها من المنشآت الغير مطابقة للمواصفات الصحية.
العديد من البروبيوتيك (السكيراء boulardii وخليط من لاكتوباسيلوس اسيدوفيلوس والشقاء) ذات فعالية كبيرة. في التحليل التلوي الذي قام به مكفارلاند عام (2005)، كانت له ردود فعل سلبية ولم يقدم أي تقرير جاد خلال 12 تجربة. قد تكون البروبايوتكس طريقة آمنة وفعالة لمنع إسهال المسافرين.
من الأفضل إعطاء لقاح الإسهال للمسافرين قيد التطوير من قبل Iomai (التي اخترعت {/0بطريقة Intercell } في 2008). نتائج المرحلة الثانية من التجارب السريرية، التي نشرت في 2008 في مجلة لانسيت، تشير إلى حماية كبيرة من الإسهال هامة سريريا مقارنة مع الدواء الوهمي. لقاح لا يزال تجريبي، في المستوى الثالث مرحلة المحاكمة السريرية، وغير مرخص حتى الآن في أي بلد.

## الحصانة
المسافرين وغالبا ما يحصل الإسهال من أكل وشرب المنتجات التي لا تسبب أي مشاكل للسكان المحليين. هذا ومن المقرر ان الحصانة التي تم تطويرها بعد التعرض المتكرر للجراثيم. وهذا ليس واضح تماما كيف وهناك حاجة للتعرض له كثيار وتصل إلى حد ما في الجهاز المناعي تستطيع أن تتعامل مع مسببات الأمراض، ولكن في دراسة بين المغتربين في نيبال يتبين أنه يمكن أن يستغرق سبع سنوات لتطور المناعة، وتحدث في حالات من البالغين الذين تجنبوا في الغالب التعرض لمسببات الأمراض.
من ناحية أخرى، الحصانة المؤقتة التي نشأت بين المؤسسات الطلاب المتحدة بينما كانوا يعيشون في المكسيك يبدو أن تختفي في غضون اقل من 8 اسابيع من عدم التعرض لمسبات المرض.

## أسماء عامية
وهناك عدد من العاميات للمسافرين 'الإسهال المتمركز في مناطق مختلفة، مثل«للانتقام مونتيزوما»،" turistas " أو «ازتيك خطوتين» للمسافرين 'الإسهال التعاقد، في المكسيك، «للانتقام فرعون»، «في البطن المومياء»، أو«القاهرة على مرحلتين» في مصر «كورتز Hurtz» في أوزبكستان «، شرقي بومباي» أو«دلهي البطن» في الهند،" kabulitis "في أفغانستان، «البطن عطلة» في المملكة المتحدة، على الرغم من أن هذا هو ليس موجها ضد السياح في المملكة المتحدة ولكن السياح البريطانيين في الخارج يطلقون عليه«، شرقي بالي» في بالي، أو «رقصة الفوكستروت كاتماندو» في نيبال. في كندا يطلق عليه هو «حمى بيفر». مصطلح محلي في باتايا، تايلاند، هو «- دال موجة التايلاندية». [بحاجة لمصدر] قوات حفظ السلام في البلدان الناطقة باللغة العربية ويطلق عليه «يالا يالا» (باللغة العربية أي «سريع، سريع») في إشارة إلى الخطورة القصوى التي يتسبب بها.

### مونتيزوما للانتقام
مونتيزوما في الانتقام (var. في الانتقام Moctezuma) هو مصطلح عامي في أي حالة لإسهال المسافر تعارف عليه السياح الذين يزورون المكسيك. وهو اسم يشير إلى مونتيزوما الثاني (1466-1520)، وTlatoani (الحاكم) من حضارة الازتيك الذي هزم من قبل هيرنان كورتيس، والفاتح الأسباني.
تشير التقديرات إلى أن 40% من المسافرين الأجانب في المكسيك الاجازات يتعرضون للعدوى. معظم الحالات خفيفة وتشفى في غضون أيام قليلة بدون علاج. الحالات الممتدة أو الخطيرة قد يؤدي إلى فقدان سوائل كثيرة و/ أو خلل كهربائي خطر الذي يشكل خطرا شديدا وقد تكون الأدوية قاتلة إذا إسيئ استخدامها. وينصح بإشراف الطبيب المختص.

### إسهال البرية
إسهال البرية (WD)، ويسمى أيضا  إسهال البرية مكتسب (WAD) أو الإسهال بككونتري، هو الاسم الذي يفضله بعض المسافرين المتجولون، والقيمين في المعسكرات والمحليين لحالات إسهال المسافر الذي يظهر في البرية أو «بككونتري» في حين لا يزالون في بيوتهم. وهذا بسبب نفس عوامل إسهال المسافر، وهي البكتيريا عادة والفيروسية في الرحلات القصيرة، ويمكن أن تكون الجيارديات في أطول الرحلات.، ولعدم وجود المياه المعالجة وسوء النظافة الصحية إلى حد كبير. بعض الناس يعتبرون اسم رحال الإسهال كمرادف للجيارديات.